# Someday (chanson de Nickelback)
Pour les articles homonymes, voir Someday.
Singles de Nickelback
Never Again
(2002) Figured You Out
(2003)
Someday est le neuvième single du groupe Nickelback et le premier de l'album The Long Road sorti en 2003.

## Pistes
| 1.   | Someday (Version single) | 3:13 |
| 2.   | Someday (Version album)  | 3:25 |
| 6:38 |                          |      |

## Classements & Certifications

### Classements hebdomadaires
| Classement (2003)                      | Meilleure position |
| -------------------------------------- | ------------------ |
| Allemagne (Media Control AG)           | 26                 |
| Australie (ARIA)                       | 4                  |
| Autriche (Ö3 Austria Top 40)           | 11                 |
| Belgique (Flandre Ultratop 50 Singles) | 31                 |
| Canada (Canadian Singles Chart)        | 1                  |
| Écosse (OCC)                           | 6                  |
| États-Unis (Hot 100)                   | 7                  |
| États-Unis (Adult Pop Songs)           | 1                  |
| États-Unis (Alternative Songs)         | 4                  |
| États-Unis (Mainstream Rock)           | 2                  |
| États-Unis (Pop Airplay)               | 2                  |
| France (SNEP)                          | 61                 |
| Irlande (IRMA)                         | 18                 |
| Italie (FIMI)                          | 9                  |
| Nouvelle-Zélande (RMNZ)                | 9                  |
| Pays-Bas (Nederlandse Top 40)          | 11                 |
| Pays-Bas (Single Top 100)              | 38                 |
| Royaume-Uni (UK Singles Chart)         | 6                  |
| Royaume-Uni (UK Rock Chart)            | 1                  |
| Suède (Sverigetopplistan)              | 35                 |
| Suisse (Schweizer Hitparade)           | 14                 |

### Certifications
| Pays        | Association | Certification | Ventes/Équivalence |
| ----------- | ----------- | ------------- | ------------------ |
| Australie   | ARIA        | platine       | 70 000             |
| États-Unis  | RIAA        | or            | 500 000            |
| Royaume-Uni | BPI         | argent        | 200 000            |